# نیدرفروهنا
نیدرفروهنا (به آلمانی: Niederfrohna) یک شهر در آلمان است که در Zwickau (district) واقع شده‌است. نیدرفروهنا ۲٬۵۱۹ نفر جمعیت دارد.